# Osiedle Krasińskiego
Osiedle Krasińskiego – osiedle w Lublinie, położone częściowo w dzielnicy Rury i na Konstantynowie. Zajmuje powierzchnię ok. 11 ha, zamieszkuje je ok. 4,2 tys. osób. Powstało w latach 1970–1975 jako czwarte z kolei osiedle Lubelskiej Spółdzielni Mieszkaniowej (LSM); zaprojektowali je architekci Tadeusz Bobek oraz Stanisław Fijałkowski. Zawiera się w czworokącie między ulicami Kraśnicką, Tomasza Zana i Bohaterów Monte Cassino. Do osiedla należą ulice: Namysłowskiego, Struga, Leonarda, Irydiona i Krasińskiego; ruch na wewnętrznych ulicach osiedla jest niewielki. Wśród zabudowy dominują wielopiętrowe bloki, obiekty usługowe; znajduje się tam też stadion KS Budowlani Lublin, dwie szkoły, przedszkole i filia miejskiej biblioteki publicznej.